# Вбивство Зелімхана Хангошвілі
Вбивство Зелімхана Хангошвілі сталося 23 серпня 2019 року в Малому Тіргартені в берлінському районі Моабіт. Через місце злочину цю подію також називають вбивством у Тіргартені.
Російського громадянина і агента спецслужб Вадима Красікова, згодом засудженого за вбивство, заарештували недалеко від місця злочину і попередньо взяли під варту. Згідно з вироком відповідального кримінального сенату при Берлінському апеляційному суді, Хангошвілі, який на той час шукав притулку в Німеччині, був застрелений за завданням російської спецслужби ФСБ. Вбивство привернуло міжнародну увагу та призвело до дипломатичної напруженості між Німеччиною та Росією. Наприкінці 2019 року генеральний прокурор при Федеральному суді взяв справу під свій контроль у зв'язку з її особливою значущістю. У червні 2020 року Федеральна прокуратура висунула звинувачення проти Красікова, кваліфікувавши злочин як замовне вбивство та вказавши замовником цього вбивства уряд Російської Федерації.
7 жовтня 2020 року розпочався судовий процес в Апеляційному суді Берліна, який 15 грудня 2021 року засудив Красикова до довічного ув'язнення. 1 серпня 2024 року в рамках великого обміну ув'язненими Красиков був переданий Росії через Туреччину.

## Зелімхан Хангошвілі
Зелімхан Хангошвілі (груз. ზელიმხან სულთანოვიჩი ხანგოშვილი, рос. Зелимхан Султанович Хангошвили) народився в 1979 році в Дуїсі, Ахметський муніципалітет, Грузинська РСР. Також відомий як Торніке Кавтарашвілі. Він походив з Панкіської долини та належав до чеченської мусульманської меншини кістинців у Грузії. За даними газети «Süddeutsche Zeitung», німецькі служби безпеки підтвердили, що під час чеченських воєн з 1999 по 2009 рік він воював на боці чеченських сепаратистів проти російських військових, зокрема, як прихильник Кавказького Емірату. Він брав участь у Другій чеченській війні як командир чеченських повстанців проти Росії й тому з 2002 року розшукувався російською владою як терорист. Хангошвілі також був одним із прихильників Емірату Кавказ. За словами Сільвії Штробер, з 2000 по 2004 рік він брав участь у Другій чеченській війні на боці чеченських сепаратистів під командуванням Аслана Масхадова та був причетний до нападу на російських силовиків у Назрані в сусідній республіці Інгушетія, яка входить в Російську Федерацію (див. також Напад повстанців на Інгушетію у 2004 році), але потім відійшов від збройної боротьби. За даними грузинських джерел, він 2006 року повернувся до Грузії та з 2006 по 2012 рік працював на грузинські органи безпеки. Він працював «інформатором та посередником для грузинських та українських антитерористичних органів», а також для американських розвідувальних служб, які, як підозрює Der Spiegel, отримували вигоду від його контактів у важкодоступному кавказькому регіоні. За даними видання «Медуза», під час Кавказької війни 2008 року він очолював підрозділ із 200 добровольців з Панкіської долини на боці Грузії, але не брав участі в бойових діях проти російських військ. У серпні 2012 року він брав участь у «спеціальній операції проти групи бойовиків» в грузинській Лопотській ущелині, колишніх колег, яких він запросив з еміграції в Австрії. Коли вони спробували пробити «коридор до російського кордону», захопивши заручників, Хангошвілі спочатку взяв участь у переговорах з грузинською поліцією як посередник, але врешті-решт вони перейшли до військової операції, в ході якої було вбито трьох поліцейських і одинадцять бойовиків.
Вважається, що вперше отруєння Хангошвілі було здійснено у 2009 році. За словами Володимира Путіна, Хангошвілі був причетний до нападів у московському метро. Хангошвілі заперечив будь-яку відповідальність за воєнні злочини. Грузинським медіа він заявив таке: «Росіяни звинувачують мене в багатьох речах, в тому числі в терористичних атаках. Це брехня. Ніхто не може надати доказів того, що хоча б одна цивільна особа була вбита або поранена в результаті моїх дій!» 28 травня 2015 року невідомий зловмисник здійснив вісім пострілів у Хангошвілі в Тбілісі, Грузія. Він був поранений чотирма кулями й вижив.
Потім Хангошвілі та його сім'я втекли до України, де, за чутками, стався ще один напад. Після цього він приїхав до Німеччини, де в січні 2017 року подав прохання про надання притулку. Цей запит було відхилено. За даними Tagesspiegel, німецькі органи безпеки віднесли Хангошвілі до категорії осіб, які становлять терористичну загрозу, оскільки він був пов'язаний із чеченськими ісламістами. Існували побоювання, що він прагне відігравати провідну роль у войовничому ісламістському середовищі. Але з нього зняли цю категорію, оскільки особливої активності в Берліні він не виявляв. За словами Александра Фроліха і Франка Янсена, він був віднесений до категорії «релевантних осіб», тобто потенційних прихильників терористичної загрози, але за ним продовжували стежити через «зв'язки з кримінальним середовищем». Після прибуття до Німеччини він спочатку перебував під наглядом берлінського Управління кримінальної поліції у зв'язку з підозрою в терористичній загрозі. Після подачі скарги йому було надано тимчасовий дозвіл на проживання. Потсдамський адміністративний суд також не побачив підстав для надання притулку. За новинною програмою Tagesschau, суд визнав, що він представив неперевірений сценарій, який був висунутий на рівному місці з єдиною метою — перетворити нелегальне перебування на право на перебування через процедуру надання притулку. Медична довідка також була відхилена, але подальший розтин підтвердив повідомлення про серйозне захворювання серця.
Побоюючись подальших замахів, він використовував кілька псевдонімів, у тому числі ім'я Торніке Кавтарадзе.
На початку грудня 2019 року президент Росії Путін звинуватив німецьку владу у відмові від екстрадиції «злочинця та вбивці», незважаючи на російське прохання. Уряд Німеччини це заперечив. За словами Сільвії Штьобер (Tagesschau), Путін потім «відступив»: російська прокуратура ніколи не подавала офіційного запиту на екстрадицію, а до Німеччини звернулися через канали розвідки. Згідно з розслідуванням БКА, ФСБ надіслала до БКА список де був Хангошвілі та 18 інших осіб, яких Росія внесла до списку членів ісламістської терористичної організації «Кавказький емірат».

## Вбивство
Близько 12 години дня 23 серпня 2019 року в районі Малого Тіргартен в Моабіт Чангошвілі був убитий чоловіком на велосипеді двома пострілами в голову і спину з близької відстані. Стрілець використовував 9-мм пістолет Glock 26 з глушником. Через деякий час бачили, як він викинув знаряддя вбивства, велосипед і перуку в Шпреє. За іншими даними, його зачіску було змінено за кілька хвилин за допомогою знайдених у Шпреє машинок для стрижки волосся. Підозрюваний був заарештований через деякий час на підставі свідчень свідків. У нього в барсетці було виявлено 3700 євро готівкою.
Похований Хангошвілі у рідному селі в Грузії.

## Передумови, розслідування, звинувачення та політичні реакції
На початку грудня 2019 року була оприлюднена нова інформація про особу підозрюваного. 17 серпня, за шість днів до злочину, підозрюваний прилетів з Москви до Парижа-Шарль де Голль з паспортом, на ім'я Вадима Андрійовича Соколова (скорочено Вадим С.), 49-річного росіянина з Іркутська. Однак у російських паспортних базах даних людини з таким ім'ям знайти не вдалося. Розслідування Der Spiegel, Bellingcat та The Insider показали, що номер його паспорта був пов'язаний з паспортами, виданими Міністерством внутрішніх справ Росії секретним агентам, зокрема ймовірним убивцям Сергія Скрипаля. Для в'їзду в Шенгенську зону він використовував візу, яка ідентифікувала його як інженера-будівельника, що працював у петербурзькій компанії ЗАТ «РУСТ». Подальше розслідування показало, що компанія перебувала в стані «реорганізації», згідно з записом у російському комерційному реєстрі, і що вона мала той самий номер телефону, що й компанії Міністерства оборони Росії. Вадим С. прилетів з Парижа до Варшави 20 серпня 2019 року і забронював там номер у готелі до 26 серпня 2019 року. Однак він залишив номер 22 серпня і забронював зворотний рейс до Москви на 25 серпня. Слідство припускає, що знаряддя вбивства він отримав у Варшаві.
Розслідувальна мережа Bellingcat дійшла висновку, що Вадим С. насправді є Вадимом Красіковим, який народився у серпні 1965 року в колишній Казахській РСР; пізніше до такого ж висновку прийшли й слідчі органи. Вадим С. (тоді Вадима К.) також був названий підозрюваним у вбивстві російського бізнесмена в Москві 19 червня 2013 року. Вбивство зафіксувала камера спостереження: велосипедист убив бізнесмена ззаду пострілом у голову. Повідомлення російського Інтерполу про розшук Вадима К. від 23 квітня 2014 року було видалено 7 липня 2015 року без пояснення причин. Розслідування Bellingcat припускає, що Вадим К. був членом елітного підрозділу «Вимпел». Поліцейське розслідування у зв'язку з вбивством у Берліні показало, що Вадим С. і Вадим К. — це одна і та ж особа. Цей висновок ґрунтується, серед іншого, на офіційному фото Вадима К., в якому можна впізнати Вадима С. Експерт з питань безпеки ARD Міхаель Гетшенберг заявив, що між цими двома особистостями існують додаткові перехресні зв'язки, «типові для легенд секретних служб». Опубліковані пізніше фотографії татуювань і шкірних артефактів підтверджують тезу про те, що Вадим С. і Вадим К. — це одна людина. Ймовірно, між Вадимом С. і Хангошвілі не було жодних особистих зв'язків.
Після того як німецька розвідка отримала інформацію про заплановане отруєння обвинуваченого майже через три місяці після скоєння злочину, його перевели до тюремної лікарні для захисту.
4 грудня 2019 року Федеральна прокуратура взяла розслідування справи під свій контроль. Підставою для цього стало те, що «є достатні фактичні підстави вважати, що вбивство Торніке К. (Селімхана Хангошвілі) було скоєно або від імені державних органів Російської Федерації, або Чеченської Автономної Республіки у складі Російської Федерації». Того ж дня двох співробітників військової розвідки ГРУ при посольстві Росії в Берліні було вислано з країни за ініціативою Федерального міністерства закордонних справ у зв'язку з цим розслідуванням.
Уряд Німеччини говорив про «попереджувальний постріл» у зв'язку з цим, а також виправдовував цей крок тим, що російська влада досі не співпрацювала у розслідуванні вбивства. 6 грудня 2019 року уряд Німеччини направив запит про правову допомогу до Генеральної прокуратури Росії. Речник Міністерства закордонних справ Росії назвав вислання «недружнім і невиправданим» і оголосив про заходи у відповідь.
6 грудня 2019 року кілька медіа повідомили, що Федеральна розвідувальна служба отримала достовірну інформацію про те, що російські спецслужби спробують навмисно вбити Вадима С. під час утримання під вартою, щоб перешкодити йому робити заяви. В результаті його перевели з в'язниці Моабіт до відділення суворого режиму в'язниці Тегель.
12 грудня 2019 року Міністерство закордонних справ Росії оголосило про висилку двох німецьких дипломатів з Росії. Речник російського уряду назвав цей крок «неминучим» та «стандартною дипломатичною процедурою».
У лютому 2020 року Bellingcat запідозрив, що операцію проводили за підтримки ФСБ за допомогою навчання і підробленого посвідчення особи.
У червні 2020 року Генеральна прокуратура Німеччини висунула звинувачення проти громадянина Росії Красікова, кваліфікувавши злочин як замовне вбивство та вказавши на уряд Російської Федерації як організатора замовного вбивства. За версією обвинувачення, передумовою для замовного вбивства стала опозиція Хангошвілі до російської центральної влади, урядам її автономних республік Чечні та Інгушетії, а також до уряду Грузії. Після цього відбулася розмова між послом Росії в Німеччині та Міністерством закордонних справ. В обвинувальному висновку також згадується Роман Д. як можливий співучасник. Аналіз Bellingcat підтверджує, що у вбивстві брали участь більше однієї особи і встановив особу одного з них. Bellingcat також зазначає, що неправдиву інформацію про особи підозрюваних було поширено навмисно.
На початку грудня 2021 року Федеральна прокуратура вимагала засудити підсудного до довічного ув'язнення за вбивство, а також визнати його провину особливо тяжкою.
15 грудня 2021 року Апеляційний суд Берліна визнав обвинуваченого винним у вбивстві та незаконному зберіганні зброї та засудив його до довічного ув'язнення. Сенат державної безпеки визнав доведеним, що підсудний діяв від імені російської держави. У зв'язку з цим головуючий суддя говорив про державний тероризм. Суд також визнав особливу тяжкість провини. Посол Росії в Німеччині назвав вирок політично мотивованим.
Після цього рішення федеральний міністр закордонних справ Анналена Бербок заявила про «серйозне порушення німецького законодавства та суверенітету Федеративної Республіки Німеччина» і вислала з посольства Росії в Берліні двох російських дипломатів (див. персона нон грата), яких пов'язували зі спецслужбою ФСБ.

## Оцінювання
Це вбивство входить до низки інших вбивств чеченців, переважно у вигнанні, до яких причетність російських спецслужб або державних органів припускається або видається ймовірною. До них відносяться, наприклад, вбивство двох колишніх президентів Чечні Зелімхана Абдумуслімовича Яндарбієва (13 лютого 2004 року в Досі) та Аслана Алієвича Масхадов (8 березня 2005 року в Толстой-Джаджі), вбивство Умара Ісраїлова 13 січня 2009 року у Відні, вбивство Суліма Бекмірсаєвича Ямадаєва 30 березня 2009 року в Дубаї та вбивство Аміни Окуєвої 30 жовтня 2017 року в Глевасі. Російські спецслужби роблять це, «щоб продемонструвати опонентам Росії, що вони ніде не почуваються в безпеці».
Інші вбивства, імовірно скоєні російськими спецслужбами на території Західної Європи, сталися у 2006 і 2018 роках, наприклад, у Лондоні, де було вбито Олександра Валтеровича Литвиненка та Миколу Олексійовича Глушкова. 23 березня 2013 року критик Путіна Борис Абрамович Березовський був знайдений мертвим у ванній кімнаті свого будинку в Аскоті, повішеним на кашеміровому шарфі. Два замахи з використанням отрути — на Еміліана Гебрева в Софії у 2015 році та проти Сергія Вікторовича Скрипаля та його доньки в Солсбері у 2018 році — не були смертельними.
Газета «Нью-Йорк Таймс» та журнал «Der Spiegel» назвали підрозділ ГРУ 29155, який, імовірно, очолює генерал-майор Андрій Авер'яновий, відповідальним за більшість цих нападів.
У книзі «Московський зв'язок» Бінгенер і Венер критикують безпорадну реакцію Берліна на замовне вбивство. Все, що було зроблено, — це вислання кількох агентів російських спецслужб, переодягнених у дипломатів. Причиною було те, що німецький уряд не хотів ставити під загрозу відносини з Росією. Бінгенер і Венер порівнюють цей випадок з нападом на Скрипаля у Великій Британії: британський уряд вислав 23 російських дипломатів і забезпечив вислання 140 російських дипломатів і співробітників розвідки з 28 країн.

## Подальший розвиток подій
Під час організації обміну полоненими Росія у липні 2022 року через канали розвідки звернулася до США з проханням забезпечити звільнення вбивці з Тіргартена в обмін на звільнення з російського ув'язнення громадянки США Брітні Грайнер (яку було заарештовано за зберігання картриджів з олією канабісу в багажі). Зрештою, Грінер була обміняна на Віктора Анатолійовича Бута. Обмін вбивці на Олексія Навального також таємно обговорювався, але не був здійснений після смерті Навального. В інтерв'ю Такеру Карлсону в лютому 2024 року Володимир Путін згадав Красікова в контексті обміну полоненими, не називаючи його імені. В рамках великого обміну полоненими Красіков був переданий в Росію через Туреччину 1 серпня 2024 року.